# 添田馨
添田 馨（そえだ かおる、男性、1955年10月24日 - ）は、日本の詩人・批評家。

## 経歴
宮城県仙台市生まれ。1979年、慶應義塾大学文学部独文科卒業。大学在学中は「第七次 三田詩人」に参加。卒業後は会社勤務の傍ら、詩作・評論活動を展開。
1995年以降は「現代詩手帖」等で時評を展開し、詩誌「GENIUS」を瀬尾育生、福間健二、神山睦美らと刊行し、また小浜逸郎、佐藤幹夫らと読書研究会「ショートピースの会」を結成、さらに加藤典洋、竹田青嗣、橋爪大三郎らの「間共同体研究会」にも関わりを持つ。その傍ら、西村俊一主宰の「国際教育研究」のプロジェクトに参加し、さらに、室伏志畔の「越境としての古代」に執筆、「古代史最前線」の執筆メンバーとしても活動。
2004年、詩集『語族』（思潮社）で第七回小野十三郎賞を受賞。2019年、評論書『クリティカル＝ライン 詩論・批評・超＝批評』で第二一回小野十三郎賞（詩評論書部門）を受賞。

## 著作
- 詩集『波間いま、時一九七三～一九八三』（林道舎）1981年
- 文学論集『究極の歌びと』（林道舎）1985年
- 評論集『戦後ロマンティシズムの終焉――六〇年代詩の検証』（林道舎）1987年
- 詩集『ふたたびの歌、再会』（七月堂）1988年
- 詩集『トマトピア叙事詩』（私家版）1989年
- 評論集『吉本隆明――現代思想の光貌』（林道舎）1989年
- 評論集『カムフラージュ文化』（デジタル・パブリッシングサービス）2003年
- 詩集『語族』（思潮社）2004年（第７回小野十三郎賞受賞）
- 評論集『吉本隆明―論争のクロニクル』（響文社）2010年
- 『民族』思潮社 2013
- 『天皇陛下〈8・8ビデオメッセージ〉の真実』不知火書房 2016年
- 詩集『非=戦（非族）』（響文社）2017年
- 評論集『クリティカル=ライン  詩論・批評・超=批評』（思潮社）2018年
- 評論集『ゴースト・ポエティカ: 添田馨幽霊詩論集』（響文社）2020年
- 『異邦人の歌　なかにし礼の〈詩と真実〉』論創社、2021年8月5日。ISBN 978-4-8460-2060-6。
- 詩集『獄門歌』（思潮社）2022年

また共同編集したものとして、
- 2007年 「特集・吉本隆明」（「季刊 唯物論研究」99号）